# Cyrtopogon laxenecera
Cyrtopogon laxenecera är en tvåvingeart som beskrevs av Stanley Willard Bromley 1935. Cyrtopogon laxenecera ingår i släktet Cyrtopogon och familjen rovflugor. Inga underarter finns listade i Catalogue of Life.